# Vesel hrup
Vesel hrup (angleško Joyful Noise) je ameriški film, ki je bil izdan leta 2012. Gre za zgodbo o dveh ženskah, ki hočeta rešiti zbor cerkvenih pesmi Divinity Church Choir v malem mestu Pacashau v Georgii.

## Vsebina
V majhnem mestu v ameriški zvezni državi Georgija je edino, kar prinaša veselje tam živečim ljudem cerkveni pevski zbor Divinity Church Choir. 
Ta zbor se odloči za sodelovanje na državnem tekmovanju. Po smrti zborovodje Bernarda Sparrowa hoče zbor prevzeti njegova žena G. G. Sparrow, vendar njegovo funkcijo prevzame Vi Rose Hill. Ti ženski se spreta saj G. G. Sparrow hoče spremembe v cerkvenem zboru, Vi bi pa rada vse ohranila kot je bilo do sedaj. 
Ženski se še bolj spreta ko v mesto pride vnuk G. G. Sparrow, saj se v njega se zaljubi hči Vi Rose. Župnik se odloči, da zbor nebo sodeloval na tekmovanju, ker zagotovo ne bodo zmagali. G. G. Sparrow, ki je ves ta čas financirala zbor in cerkev je zagrozila, da bo prenehala financirati cerkev in zbor, če ne bo dovolil nastop na tekmovanju. Župnik popusti in zbor nastopi na tekmovanju. G. G. in Vi najdeta skupni jezik in postaneta najboljši prijateljici. 
Zbor zmaga na tekmovanju. Po dolgih letih se iz vojske vrne mož Vi Rose Hill.

## Igralci
| \| Igralec \| Slika \| Vloga \| \| ------------- \| ----- \| ------------- \| \| Queen Latifah \| \| Vi Rose Hill \| \| Dolly Parton \| \| G. G. Sparrow \| \| Keke Palmer \| \| Olivia Hill \| \| Jeremy Jordan \| \| Randy Garrity \| | - Dexter Darden - Courtney B. Vance - Kris Kristofferson - Angela Grovey - Paul Woolfolk - Francis Jue - Jesse L. Martin - Andy Karl - Dequina Moore - Roy Huang - Judd Lormand - Shameik Moore - Ivan Kelley Jr. - Kirk Franklin - Karen Peck - Chloe Bailey |               |
| Igralec | Slika | Vloga         |
| Queen Latifah | | Vi Rose Hill  |
| Dolly Parton | | G. G. Sparrow |
| Keke Palmer | | Olivia Hill   |
| Jeremy Jordan | | Randy Garrity |